# Cementerio de Milluni
El Cementerio de Milluni es un sitio funerario declarado Patrimonio Turístico Cultural de la ciudad de El Alto, Bolivia, mediante Ordenanza Municipal 127/2010.
Este lugar se caracteriza por su importancia histórica, en este lugar están sepultados los restos de los trabajadores mineros asesinados en la masacre del 24 de mayo de 1965. Sus tumbas parecen pequeñas casas lo que crea la ilusión de tratarse de un pueblo.

## Características
El cementerio se encuentra en el camino a Zongo, cerca al campamento minero de Milluni, abandonado desde la promulgación del Decreto Supremo 21060.
En el lugar existen cuatro tipologías de enterramientos:
- Minero
- Naval
- Sincrético
- Aimara

Los enterramientos pertenecen a épocas diferentes, resaltando las pertenecientes a los mineros masacrados en 1965.

## Masacre de 1965
El 24 de mayo de 1965, durante el gobierno de René Barrientos Ortuño, el campamento de los mineros de Milluni fue atacado por el ejército con el objetivo de tomar la mina Milluni e interrumpir las transmisiones de la radio minera Huayna Potosí, los mineros se defendieron pero fueron masacrados por la desigualdad de fuerzas.

## Galería de imágenes

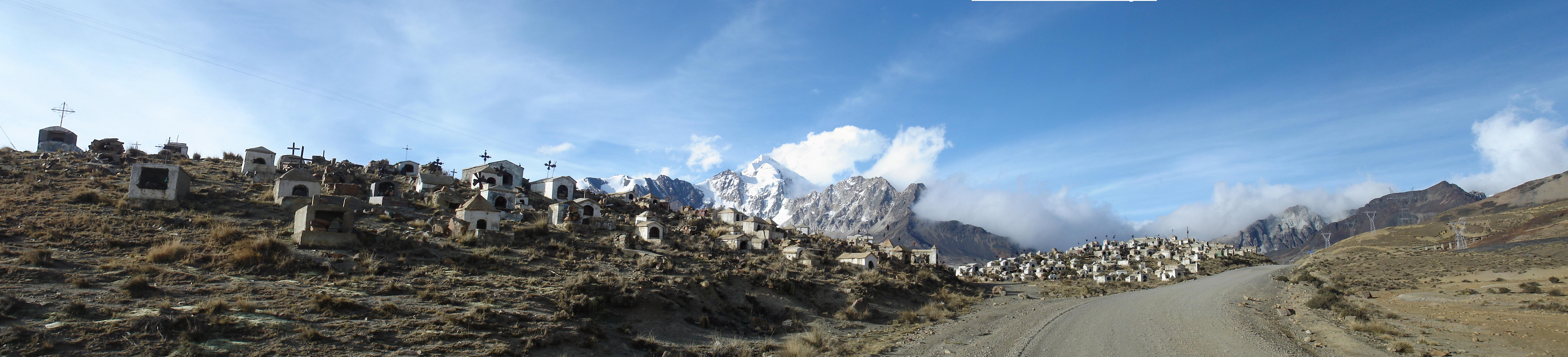

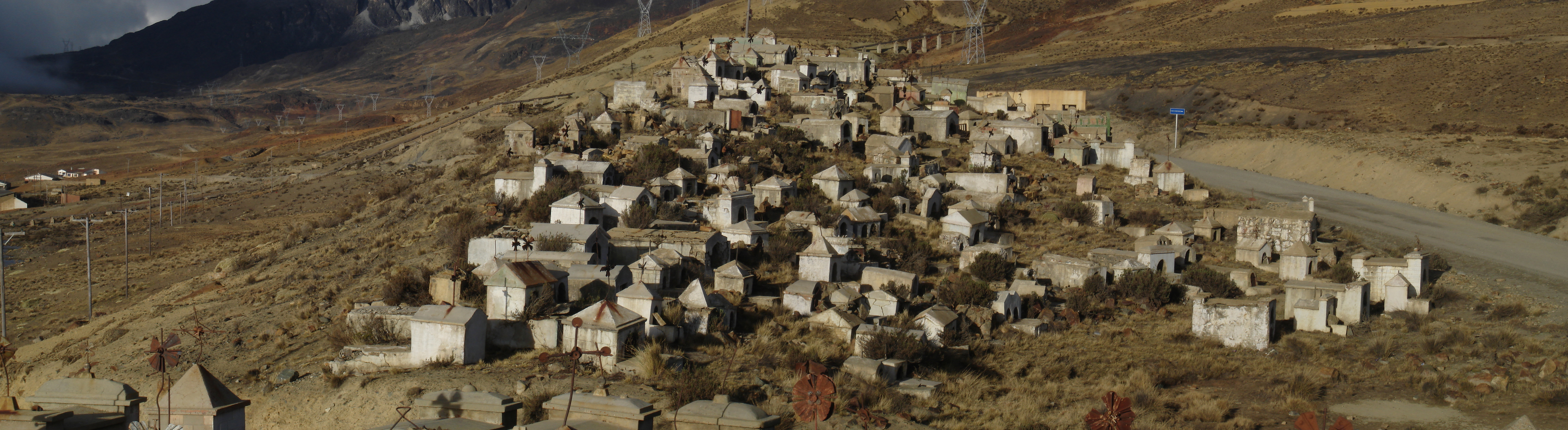

## Turismo
En 2015 el cementerio fue incluido en el circuito turístico Ruta Qutaña del Gobierno Autónomo Municipal de El Alto.